# فرونت (بيدمونت)
فرونت هي كومونا (بلدية) فرونت في مدينة تورينو الحضرية وتحديدًا في إقليم بيدمونت الإيطالي، والتي تبعد حوالي 25 كيلومترًا عن شمال تورينو.
تحُد فرونت البلديات التالية: بوسانو، فافريا، Vauda Canavese، اوليانيكو، سان كارلو كانافيزي، ريفاروسا، وسان فرانسيسكو آل كامبو.